# Méricourt-l'Abbé
Méricourt-l'Abbé é uma comuna francesa na região administrativa de Altos da França, no departamento de Somme. Estende-se por uma área de 6,95 km². Em 2010 a comuna tinha 614 habitantes (densidade: 88,3 hab./km²).